# Hans Koopmann
Hans Koopmann (* 13. August 1885 in Breitenberg als Johannes Heinrich Christian Koopmann; † 21. Mai 1959 in Hamburg) war ein deutscher Mediziner und Hochschullehrer. Seine berufliche Laufbahn war geprägt von einem  Engagement für die exakte Wissenschaft, insbesondere im Bereich der Rassen- und Vererbungslehre. 

## Leben

### Familie
Hans Koopmann wurde als zweites Kind in eine Pastorenfamilie geboren. Sein Vater, Ferdinand Wilhelm Heinrich Koopmann (* 19. Februar 1857 in Tönning; † 19. Oktober 1905 in Hamburg) war Pastor, während seine Mutter Christine Elisabeth (geb. Jansen, * 22. Mai 1860 in Kiel; † 8. Mai 1943 in Hamburg), eine bildungsorientierte Erziehung für ihre vier Kinder förderte.
Sein Großvater mütterlicherseits war Friedrich Karl Daniel Jansen, Gymnasiallehrer an der Kieler Gelehrtenschule und sein Großonkel der lutherische Bischof für Holstein Wilhelm Heinrich Koopmann.
Nach dem Ende des Ersten Weltkriegs lernte Hans Koopmann seine zukünftige Ehefrau Ruth (* 19. Oktober 1899 in Hamburg; † 1984), die Tochter von Johann Carl Ferdinand Ellerbrock († 24. Mai 1937 in Hamburg), Gesellschafter beim Unternehmen Hälssen & Lyon, kennen. Die Eheschließung fand am 1. September 1922 in Hamburg statt; gemeinsam hatten sie drei Kinder.

### Werdegang
Nach dem Umzug der Familie 1888 von Breitenberg nach Hamburg besuchte Hans Koopmann ab 1898 die St. Ansscharschule (geschlossen 1895) und dann die Oberrealschule vor dem Holstentor sowie das Wilhelm-Gymnasium. Schließlich besuchte er das Christianeum in Altona, wo er 1907 das Reifezeugnis erhielt.
Im selben Jahr trat Hans Koopmann seinen Militärdienst als Einjährig-Freiwilliger im Infanterie-Regiment Nr. 180 in Tübingen an. Diese Erfahrung prägte ihn nicht nur persönlich, sondern beeinflusste auch seine spätere medizinische Laufbahn.
Nach dem Militärdienst begann Koopmann 1907 sein Studium der Humanmedizin. Er studierte an verschiedenen renommierten Universitäten, darunter die Eberhard-Karls-Universität in Tübingen, die Christian-Albrechts-Universität zu Kiel, die Ludwig-Maximilians-Universität in München und die Ruprecht-Karls-Universität in Heidelberg. 1912 legte er das Staatsexamen in Tübingen mit dem Prädikat „gut“ ab und promovierte er mit einer Dissertation über die Zuverlässigkeit von Geburtsdaten im gleichen Jahr zum Dr. med.
Im Anschluss an seine Promotion arbeitete er von 1912 bis 1913 als Medizinalpraktikant an der von seinem Doktorvater, Hugo Sellheim geleiteten Tübinger Frauenklinik. Danach übernahm er eine Assistenzarztstelle in der Inneren Medizin am Diakonissenkrankenhaus in Schwäbisch Hall. 
Von August 1913 bis Juli 1914 war er als „Einjähriger“ und Unterarzt beim Infanterie-Regiment 31 in Hamburg-Altona. Mit dem Ausbruch des Ersten Weltkriegs im August 1914 trat er als Militärarzt der Reserve in den Heeresdienst ein und wurde an die französische Front versetzt. Während dieser Zeit erlitt er im September 1914 einen „Lungenschuss“ bei Pontoise, setzte jedoch seinen Militärdienst an der Ruhr fort. 1916 wurde er zum Oberarzt und später zum Regimentsarzt befördert. Nach dem Ende des Krieges war Hans Koopmann von August 1918 bis Januar 1919 in englischer Kriegsgefangenschaft.
Im Jahr 1920 eröffnete er eine hausärztliche Praxis. 1921 legte er das Physikatsexamen ab und begann 1923 bis 1928 als Prosektor am Hafenkrankenhaus in Hamburg zu arbeiten; er beschäftigte sich intensiv mit Tuberkulose und deren Diagnostik. Seine Forschungen zur Tuberkulose, insbesondere zur Ponndorf-Impfmethode, trugen zur Entwicklung neuer diagnostischer Verfahren bei. Von 1920 bis 1936 war er zudem leitender Arzt des Bethlehemkrankenhauses in Hamburg. Er arbeitete zugleich als Lungenfürsorgearzt und leitete eine Krankenpflegerschule. Im April 1928 wurde er zum Hamburger Gerichtsphysikus ernannt und verbeamtet. 1934 gab er seine hausärztliche Praxis auf und übernahm erneut die Prosektur des Hafenkrankenhauses, wo er bis 1950 tätig war. Im Juni 1934 wurde ihm die Venia legendi verliehen, was ihm ermöglichte, Lehrveranstaltungen im Fach der gerichtlichen Medizin zu halten. Diese Lehrtätigkeit setzte er bis 1939 fort.
Nach Einführung des Gesetzes zur Verhütung erbkranken Nachwuchses 1934 sah er die Gerichtsmediziner in der Pflicht, ein einheitliches Vorgehen bei der Durchführung der Kastration zu entwickeln. Er unternahm zwar selbst keine Kastrationen, führte jedoch die gerichtsmedizinischen Voruntersuchungen und damit die Indikationsstellung durch. Die Indikation war breit angelegt. Er befürwortete die Entmannung bei allen Sittlichkeitsverbrechern. In der Zeit des Nationalsozialismus verfasste er zahlreiche Gutachten für die Gerichte, die über das Schicksal vieler Menschen entschieden. Seine Gutachten im Bereich der Rassenhygiene und Erbbiologie waren häufig von einer rigiden und diskriminierenden Haltung geprägt. Er beurteilte nicht nur die Veranlagung zu Verbrechen als erblich, sondern trug aktiv zur Verfolgung von Menschen bei, die als "rassisch unerwünscht" galten. Sein wissenschaftlicher Ansatz war stark von den Ideologien des Nationalsozialismus durchdrungen, und er stützte sich auf die vermeintlichen objektiven Ergebnisse seiner Untersuchungen. Seine Gutachten führten oft zu verheerenden Konsequenzen für die Betroffenen. Er attestierte beispielsweise Menschen jüdischer Abstammung Merkmale, die zur Deportation führen konnten. 
Anfang 1940 wurde ihm die Lehrerlaubnis wegen seiner „nichtarischen“ Ehefrau entzogen.
Nach dem Zweiten Weltkrieg wurde Hans Koopmann 1946 krankheitsbedingt zu einer halben Stelle als Prosektor ernannt und erhielt im Mai 1946 die Ernennung zum außerplanmäßigen Professor an der Universität Hamburg. Gleichzeitig war er Leiter des Gerichtsärztlichen Dienstes beim Gesundheitsamt. Bei seiner Erkrankung handelte es sich um eine doppelseitige Lungentuberkulose, die er sich während eines Arbeitsunfalls Anfang der 1940er Jahre zugezogen hatte. Im August 1950 trat Koopmann in den Ruhestand.  
Im Juli 1956 erhielt er wegen seiner Entziehung der Lehrberechtigung eine Wiedergutmachung nationalsozialistischen Unrechts für Angehörige des öffentlichen Dienstes anerkannt. Er lebte bis zu seinem Tod am 21. Mai 1959 in Großhansdorf.

## Mitgliedschaften
Hans Koopmann war ab Sommersemester 1907 Mitglied der Burschenschaft Derendingia zu Tübingen, deren Mitbegründer sein Vater Ferdinand Koopmann 1877 war und der dieser von 1884 bis 1887 als Altherrenvorsitzender vorstand. Seine Brüder Paul, Fritz und Werner Koopmann gehörten seit ihrem Studium in Tübingen ebenfalls der Burschenschaft Derendingia an.

## Ehrungen und Auszeichnungen
Für seine Verdienste während des Ersten Weltkriegs wurde Hans Koopmann mit dem Eisernen Kreuz 1. und 2. Klasse ausgezeichnet.

## Schriften (Auswahl)
- Über die Zuverlässigkeit der einzelnen Momente zur Bestimmung der mutmaßlichen Niederkunft, insbesondere über den Einfluß der Frühaufnahme auf die Verlängerung der Schwangerschaft. Tübingen, 1912.